# Tugidak
Tugidak est une île de l'archipel Kodiak du groupe des îles de la Trinité, dans le borough de l'île Kodiak en Alaska.

## Description
Elle s'étend sur environ 31 km de longueur pour une largeur maximale de 7,3 km. 